# 대릉 (위나라)
대릉(戴陵, ? ~ ?)은 중국 삼국시대 위나라의 장수이다.

## 생애
220년, 장수교위로 있을 때 조비(曹丕)가 사냥을 좋아하여 사냥을 자주하지 않는 것이 좋다고 여러 번 간언하다가 조비의 노여움을 사 처형을 당할 뻔 하였으나 감형되어 목숨을 건졌다.
232년, 제갈량(諸葛亮)이 기산을 쳐 들어와 사마의(司馬懿)가 기산을 지키고 있을 때 정병 4천여 명을 이끌고 상규성을 수비하였다.
이후의 기록은 전해지지 않는다.

## 《삼국지연의》에서의 대릉
삼국지연의에서의 대릉은 장합(張郃)의 부장이 되어 촉군의 진채를 공격하였으나, 여러 번 제갈량의 계략에 걸려 장합의 구원으로 살아남는다. 그 후 사마의의 명으로 장호(張虎), 악침(樂綝)과 함께 제갈량의 팔괘진을 공격했으나, 붙잡혀 알몸으로 돌려 보내진다.
그 이후에는 등장하지 않는다.